# جبل بر رجرجو
 جبل بر رجرجو  (بالفارسية:  پَر رَچرَچُو ) بالإنجليزية: Pare Rachrachoo Mountain). هو جبل يقع في جنوب ناحية كوخرد في ناحية كوخرد، كما يقع ضمن سلسلة جبال جبل زیر أي (كوه زير)، يصل ارتفاع «جبل بَر رَجرَجُو» حوالي (800) قدم فوق مستوى البحر تقرباً. وهو أحد الجبال التابعة لسلسلة جبال الجنوب في جنوب ناحية كوخرد، يقع في الجزء الجنوبي الغربي من ناحية كوخرد، ويقع في مجرى سد جابر وفي موازات لمبير ملكي بل مطل عليها من ناحية الجنوب.
وهي من الجبال مدينة ناحية كوخرد المطلة على وادي جان ومجرى سد جابر العتيق، وتمتد إلى وادي بست كز شرقاً حتى « سد بست كز » و « سهل خرتل »، التي يتبع ناحية كوخرد  (بالفارسية: بخش كوخرد)  من توابع مدينة بستك في محافظة هرمزغان في جنوب إيران.

## نباتات طبية
يوجد على سفح الجبل نباتات طبية متنوعة يستفاد منها للعلاج في الطب الشعبي. يستعمل مستحلب الأزهار نباتات الجبلية لعلاج لأمراض والنزلات المعوية الخفيفة وطرد الديدان المعوية وتقوية الدم.

## الحياة النباتية الحيوانية
من الناحية الطبيعية، جبل جبل بر رجرجو بيئة حياتية لا يوجد مثيل لها في منطقة ناحية كوخرد، وهو يمتاز بكونه مأوى للكثير من النباتات والحيوانات المتنوعة. وقد يكون جبل جبل بر رجرجو والمنطقة المحيطة به المأوى الأخير للعديد من الأنواع الحيوانية التي التجأت اليه بحثا عن الطعام والشراب بعد زوال الحياة الطبيعية في السهول والاضرار التي لحقت بالأنواع الأدنى من هذه الكائنات هناك. ويوجد في «جبل بر رجرجو» حيوانات وحياة برية مختلفة كـ الغزال بجميع بأنواعها، كذلك يوجد في الجبل طيور برية مختلفة كـ الأدرج والقمري والحجل والدراج والصفرد وهدهد وحمام البري المطوق والأسرد والقطا والحجل الرملي وفاختة النخيل وفاخته والقبرة الصحراوية والكروان الصحراوي وملهى الرعيان.

## وصلات خارجية
- سد بست كز
- سهل أوه شیرینو
- استراحة روضه
- جبال الناخ
- جبل دسك
- جبل خآب